# Otto Stockmayer
Otto Stockmayer (Aalen, 1838. október 21. – Hauptwil, 1917. április 12.) német prédikátor, lelkész, keresztény író, evangélista.

## Életútja
Sváb családja kálvinista gyökerű protestáns volt, amit csupán vallásos formaságokban gyakoroltak. Édesanyját gyermekként veszítette el, ez nagy megrázkódtatást jelentett számára, amit tovább nehezített apja gyakori távolléte és hivatalnokhoz illő szigora. Apja gyermekei számára pragmatikusan kijelölte szakmai pályájukat, így lett Stockmayer teológushallgató. Ezt megelőzően egy cisztercita bennlakásos iskolába küldték, ahol 4 évet töltött el kolostori fegyelemben és szigorban. Tanulmányait a tübingen-i teológia szakon folytatta, de a teológia nem érdekelte, sokkal inkább világi ismeretek után vágyott. Egy tanára által a szabadkőműves mozgalom befolyása alá is került, még Egyiptomba is elutazott a piramisok vizsgálatának céljából. Megismerkedett a bibliakritikával, amely által gyakorlatilag elveszítette meglévő hitét is. Ott akarta hagyni a teológiát, de apja kérésének eleget téve nem tette meg. A teológiai diploma megszerzését követően házitanítói munkát vállalt, mivel egy francia nyelvű svájci család vallásos házitanítót keresett gyermekei számára, amelyet elvállalt ugyan, de saját maga is ellentmondásosnak ítélte meg helyzetét, mondván, hogy ő nem vallásos ( a szó pozitív értelmében: nem istenkereső, nem valódi hívő). Az állás elfogadásának valódi oka a megélhetés kényszere és szüksége.
Útban új lakóhelye felé ellátogatott Männedorfba, ahol Dorothea Trudel szolgál. Trudel erős vallásos nevelést kapott majd egy gyerekkori betegségét követően szenteli oda magát Istennek, szolgálatát, imáit, kézrátételét gyógyulások kísérik. Trudel lelkigondozás céljával házakat nyit a szükségben lévők felé és ide érkezik meg a keresztény hitből kiábrándult, útkereső Stockmayer. Trudel egy egész éjszakát imádkozik Stockmayerrel együtt, kézrátétellel megáldja Isten szolgálatára és imádkozik Stockmayer kínzó fejfájásból való gyógyulásáért. Stockmayert mélyen megérinti Trudel személye. 
Megtérési élményét a házitanítói állásának helyszínén éli át a következő 2 kiváltó körülmény hatására elmondása szerint:
- Madame de Gasparin könyvét megkapja valakitől amely elolvasása után kijelenti hogyha ez igaz, akkor ő elveszett
- Egy teológia professzor ugyanabban a házban tölti nyári szabadságát, ahol Stockmayer él és autentikus keresztény mivolta megérinti őt.

Ezek után adja át életét Istennek a következő szavakkal: „ahogy Te akarod és ne úgy, ahogy én”.
A svájci reformáció kimagasló alakja, Alexandre Rodolphe Vinet által alapított, az állami egyháztól elvált „Waadlandi szabad egyház” (waadtländischen Kirche vagy Freien Kirche des Waadtlandes) tagjaival kerül kapcsolatba, akik tulajdonképpen kálvinista gyökerű, pietista irányzathoz tartoztak. Hamarosan alámerítkezik vízben, amely magával vonja korábbi egyházából való kirekesztését (a swabische Heimatkirche-ből). Rövid időn belül új közösségének alkalmazásába kerül, segédlelkészként majd lelkészként.
Nagy vágyat érez egy bibliai mértékű megszentelődésre, amely szolgálatának fő mozgató rugójává válik.
Amikor Dwight L. Moody szolgálatáról hall, aki a gyógyító mozgalom jeles képviselője és az USA mellett Angliában is igen aktív és hatékony, fellelkesül és kijelenti, hogy „ennek az ébredésnek a mi országunkban is meg kell történnie”. Hamarosan ellátogat a Moody által vezetett összejövetelre Angliába, amely élete meghatározó szellemi élményévé válik. Ezen az estén egy isteni találkozást él át, mély istenismeretet hasít belé, teljes hitre jut Istenben.
Ezzel az élménnyel tér haza az általa pásztorolt kis falusi közösségbe, melynek következményeként a környező kis falvakban, tanyákon is hitre jutnak az emberek, énekelve járnak az istentiszteletekre, egy kis regionális ébredés veszi kezdetét. Ennek eredményeként ismertté válik a bibliai keresztény életet kereső közösségekben Svájcban. Fő üzenete a megszentelődés. A teljes átadást hirdeti, amelyben az ember szabad saját magától és minden erővel Istennek él valamint a bűnöktől való megtisztulást illetve a belső ember erősítését képviseli. Oxfordi élményét sok városban megossza, ismertté válik. Tanító állást ajánlanak fel neki a Peseux-ban a keresztény tanárok szemináriumában, melynek hatására feladja L’Auberson-i lelkészi hivatalát.
Aktívan ír is, egyik legismertebb műve a Betegségek és az evangélium.
A szabad egyházban idővel kínosnak tartják radikális nézeteit, ezért elválik tőlük és Hauptwillbe költözik egy gazdag ember hívására, aki egy kastélyt állít rendelkezésére. A kastélyból Stockmayer egy lelkigondozói szanatóriumot épít ki, de a legfelső szintjét fenntartja maga és családja számára. Messzi földről érkeznek hozzá gyógyulni vágyok. Az ajtó nyitva áll minden, akár nem hívő ember számára is. Egy olyan környezetet szeretett volna kialakítani, ahol az emberek 100%-ban Istenre figyelhetnek. Célja ezzel, hogy a látogatók felejtsék el környezetüket és még önmagukat is. A vendégeknek feszes házirendet kellett követniük. A délelőttöket gyakorlatilag szótlanul kellett eltölteniük, a közös reggelit is beleértve. A csend célja a nyugalom volt, ahol az ember találkozhat Istennel. A házaspárokat is elkülönítette egymástól, hogy ne zavarják egymás istenkeresését. Reggelente rövid prédikációkat tartott, naponként mindenkit felkeresett és tanácsokkal látott el. Előfordult, hogy némelyek egy napnál tovább nem bírtak maradni, de alapvetően a kastélyso ember életében eredményez pozitív változást. Alkoholisták, betegek szabadultak, gyógyultak meg. Sokan állították, hogy Isten ilyen közvetlen, érzékelhető jelenlétét sosem tapasztalták, mint ott a kastélyban. Voltak, akik az itt tapasztalt élményeiket hazatérve otthonukban megosztották és így vezettek embereket hitre és indultak ki helyi ébredések távoli helyeken is.
Családi élete nem volt felhőtlen. Stockmayer állítólag kifejezetten puritán módon élt, az élet apró örömei számára semmit nem jelentettek. Mivel családja is a kastélyban élt vele, így az otthoni életet is a fegyelem, a csend uralta. Hauptwill lakóinak gyermekeivel kedves volt, de a sajátjaival szigorú. Kínozta a gondolat, hogy ő, aki annyi embernek segített, a családjának nem tud. Gyermekeiben a saját bűneit látta megjelenni, amitől sokat szenvedett. Tinédzser fia aztán rossz társaságba keveredik, bíróság elé kerül és átmenetileg elmegyógyintézetbe zárják. Később úgy tűnik a fiú megérti apját, hogy apja életét Istennek éli és a sok szolgálat mellett is családját nagyon szereti, de a fiú élete sajnos tragikus véget ér: a Rajnába fullad, mely a körülmények alapján öngyilkosságnak valószínűsíthető.
Egész életében aktív utazó, akárcsak egy vándorprédikátor, de mindig visszatér Hauptwill-be. 
Itt is hal meg 1918-ban.

## A megszentelődés és a gyógyulás szolgálata
Stockmayer szilárdan vallja és tanítja, hogy a megszentelődés és a gyógyulás, a bűn és a betegség között közvetlen kapcsolat van. Hallgatóinak a teljes átadást (volle Übergabe) vagy ahogy Oxfordban hallotta „full surrender”-t javasolta, ahol az ember kijön szorongásaiból, saját lényéből is, szabad válik saját magától és odaszánja magát, mert ez az az állapot, ahol a csodák megtörténnek, szabaddá tesznek és az ember meggyógyul.
A bibliai alapú gyógyulás elveit Stockmayer foglalja először az újkori egyháztörténelem folyamán rendszerbe. Olyan összefüggéseket ismert fel, mint a Máté 8:17 és az Ézsaiás 53:2-3 igehelyek közöttieket.
Egész életében erőteljes képviselője a megszentelődésnek és teljes szívvel hiszi és aktív gyakorlója is az isteni gyógyulás átvételének. Állítja, az embernek mindenekelőtt a belső életét kell rendbe hoznia Istent keresve és így jön el a gyógyulás.
A betegségre úgy is tekintet, mint Isten fenyítőeszközére. Ennélfogva türelemre és kitartásra ösztönzi azokat, akik nem gyógyulnak meg. Meglátása, hogy akik nem gyógyulnak meg, azoknak Isten ad erőt a szenvedés elviselésére és így azok még mélyebb belső nyereségre jutnak. Némely forrás állítja, hogy Stockmayer teljesen elutasította az orvosi és a gyógyszeres kezelést, melyet jogos kritikaként szoktak felhozni a gyógyító mozgalmakkal szemben.
Ismerősei szerint Stockmayer élete a szentségre való törekvéshez volt igazítva. A megszentelődést célul kitűzve egy speciális életmódot folytatott, amelyben mindenkinél, mindennél fontosabb volt számára az Istennek való teljes alárendeltség. A megszentelődést az egyház számára kötelező érvényűnek tekintette, mivel az egyház elváltozása Jézus Krisztus hasonlatosságára feltétele az Ő visszajövetelének, vallotta. Ha az emberek életében szükségek lépnek fel, akkor azok csak motiváló erők, hogy az emberek Jézust keressék és Tőle tanuljanak.

## Prédikátori szolgálata
Szilárdan hisz Jézus visszajövetelében és úgy ítéli meg, hogy ez nagyon közel van. Az egyháznak ezért szerinte erre készen kell állnia, aminek a módja megszentelődés. Központinak tartja Jézus visszajövetele miatt is az evangélium hirdetésének „nagy parancsának” betöltését.
Népszerű látogatója az ébredési összejöveteleknek, gyakran találkozik az oxford-i ébredés képviselőivel. Prédikációi olyan erejűek, hogy a konferenciákon előfordul, hogy a következő prédikátor nem áll ki a pulpitus mögé. Magáról nagyon keveset beszél, a Szentírást prédikálja. Az embereket nem magához köti, hanem Istenhez vezeti, a forráshoz, ahol a gyógyulás és a szabadulás jöhet. Minden télen a legnagyobb hidegben is útnak indul.
Németül, angolul, franciául kiválóan beszélt, olyan mértékben állítólag, hogy az előadásainak, prédikációinak minden mondata a stilisztika magas foka volt. Az eredeti nyelveken olvasta a Bibliát, kiváltképpen az ógörögben volt járatos. Prédikációra hosszan készült, precízen tökéletesre csiszolta mondanivalóját. 
Többször járt Indiában is, hogy a megfáradt misszionáriusokat buzdítsa. Sátoros összejöveteleken is prédikált, sőt Jakob Vetternek segített kidolgozni a sátoros összejövetelek kivitelezési szempontjait is. Az a cél mozgatta őket, hogy hogyan tudnak olyan embereket megnyerni, akik sohasem lépnének be egy templomba illetve olyanokat, akik ugyan meg vannak keresztelve, formálisan egyháztagok, de azt nem veszik komolyan.

## Berlini nyilatkozat
Stockmayer a Közösségi Mozgalom egyik vezetőjeként aláírta a Berlini nyilatkozatot, amely a Pünkösdi Mozgalmat nem alulról, hanem felülről jövőnek nevezte és benne egy hitető szellem működését látta. Így a német nyelvterületen jelenlévő evangéliumi közösségek között szakadás következett be. Élete végéig szenvedett attól, hogy ennek aláírásával szakadást hozott a hívők közé. 1916-ban meglátogatta két, a pünkösdi mozgalmat követő személy, akiknek azt mondta, hogy visszavonja a nyilatkozatról aláírását.

## Könyvei
- Die Überwindung des Satans, 1890
- Gnade und Sünde, 1897
- Die Gabe des Heiligen Geistes, 1898
- Geistesleitung, 1900
- Stille Tage in Teichwolframsdorf, 1903
- Der Leib Christi und sein göttlicher Baumeister, 1908
- Abraham der Vater der Gläubigen, 1921
- Die Gnade ist erschienen. Andachten, bearbeitet von Alfred Roth, 1923
- Krankheit und Evangelium

## Magyarul
- Győzelem a Sátán felett; ford. Di Gleria Viktor; Kármel, Bp., 1927
- Bűn és kegyelem; ford. Szerb Anna; fordítói, Bp., 1939